# Шмидт, Фридрих фон
Фридрих Вильгельм фон Шмидт (нем. Friedrich Wilhelm  von Schmidt, 22 октября 1825}}, Фрикенхофен, Вюртемберг — 23 января 1891, Вена) — немецко- австрийский архитектор, работавший в период историзма в эклектическом стиле с элементами неоготики и необарокко, который в Вене в то время называли «стилем Рингштрассе». Он был почётным гражданином города Вены, и 22 января 1886 года ему был присвоен дворянский титул барона (Freiherr).

## Жизнь и творчество
Фридрих Шмидт, сын пастора, получил образование каменщика в Политехнической школе Штутгарта (Polytechnikum Stuttgart), затем, в 1843 году, поступил мастером на строительную площадку Кёльнского собора. В 1848 году он сдал экзамен на звание мастера-каменщика, а в 1856 году — экзамен на звание мастера-строителя в Берлинской строительной академии. С 1847 года Шмидт занялся обширной проектной и строительной деятельностью, включающей реставрацию и переоборудование зданий. С 1851 года руководил собственной строительной фирмой.
Однако ему было отказано в церковном строительстве из-за споров со строителем Кёльнского собора Эрнстом Фридрихом Цвирнером и не в последнюю очередь из-за его протестантской веры. Попытка получить должность преподавателя архитектурной школы Политехнического института в Карлсруэ зимой 1854—1855 годов провалилась из-за возражений предыдущего обладателя этой должности Генриха Хюбша.
В 1855 году, когда Шмидт вошёл в число лауреатов конкурса на проект венской Вотивной церкви, он привлёк внимание эрцгерцога Фердинанда Максимилиана, и в 1857 году министр образования Лео фон Тун и Гогеннштайн назначил его в Академию в Милане, где Шмидт до 1859 года отвечал за изучение средневековой архитектуры. В 1859 году Фридрих Шмидт принял католичество.
В 1859 году Шмидт стал профессором средневековой архитектуры Академии изобразительных искусств в Вене, где с 1865 года возглавил архитектурную школу (вместе с Карлом Реснером и Августом фон Зикардсбургом), которую он возглавлял до конца своей жизни (в том числе в качестве ректора Академии в 1872—1874, 1876—1878 и 1882—1884 годах). Важной основой его преподавательской и проектной деятельности стала обширная коллекция средневековых архитектурных рисунков, находившаяся в распоряжении академии с 1837 года.
Преодолев все трудности и сопротивление коллег Шмидт вскоре стал одним из ведущих строителей «эпохи Рингштрассе» в Вене. В 1860 году он стал членом строительной комиссии города, Центральной комиссии по исследованию и сохранению памятников архитектуры, в 1862 году принял председательство Венского товарищества строительных работ (Vereines Wiener Bauhütte). В 1866—1868, 1870—1872, 1874—1877, 1879—1881, 1883—1885 он возглавлял Австрийскую ассоциацию инженеров и архитекторов (Oesterreichischen Ingenieur- und Architekten-Verein).
В 1863 году Шмидт получил важную должность мастера-архитектора собора Святого Стефана. Одной из его решительных мер в самом начале строительства собора была реконструкция перекрытия южной башни, снятого по статическим причинам. Запланированное им завершение строительства северной башни не было завершено. Одной из выдающихся работ Фридриха фон Шмидта стала реставрация замка Рункельштейн близ Больцано в период с 1884 по 1888 год.
В 1877 году Шмидт стал почётным гражданином города Инсбрука. В 1883 году — почётным гражданином Вены. 22 января 1886 года он был возведён в дворянство и ему был присвоен титул барона (Freiherr). С 1866 по 1870 год Шмидт состоял членом Венского муниципального совета (Wiener Gemeinderats), а с 1889 года — членом Дворянской палаты (Herrenhaus). В 1872 году он был награждён Королевской золотой медалью Англии.
Фридрих фон Шмидт скончался 23 января 1891 года в построенном им за несколько лет до этого приюте. Похоронен в почётной могиле (Ehrengrab) на Венском центральном кладбище (группа 14 А, номер 54). В год смерти Шмидта Август Райхенспергер опубликовал о нём свою первую биографию.
Одним из известных учеников Ф. Шмидта был Франц фон Нойман, среди других — Фридьес Шулек, Имре Штайндл и Валентин Тейрих.
Площадь за одним из его главных сооружений, Венской ратушей, в 1927 году была названа в честь архитектора Фридрих-Шмидт-Плац (Friedrich-Schmidt-Platz). Памятник, созданный Эдмундом Хофманом фон Аспернбургом и Юлиусом Дайнингером был торжественно открыт на Рингштрассе 28 мая 1896 года.

## Галерея

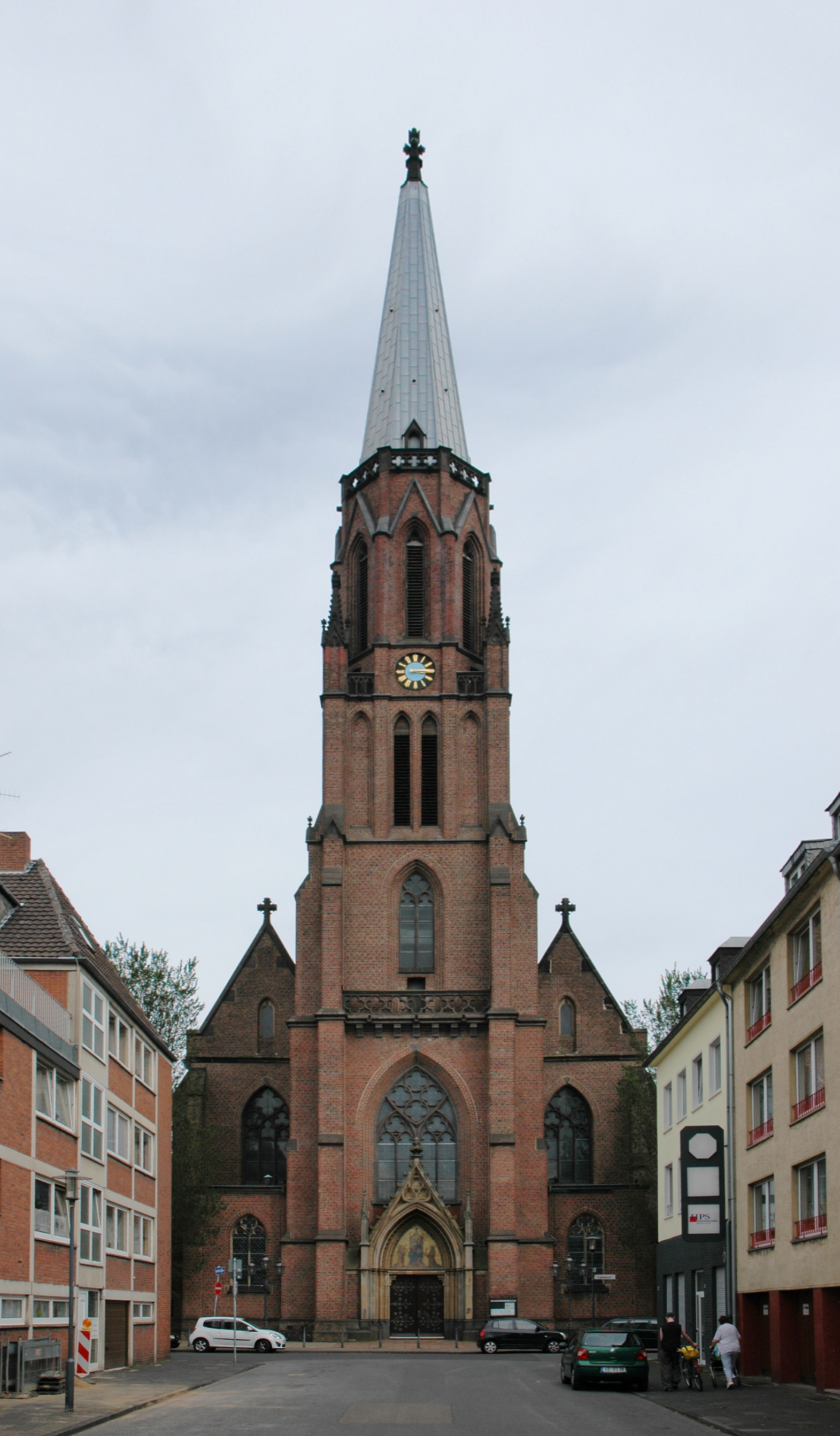
Католическая приходская церковь Святого Стефана. 1854–1859. Крефельд
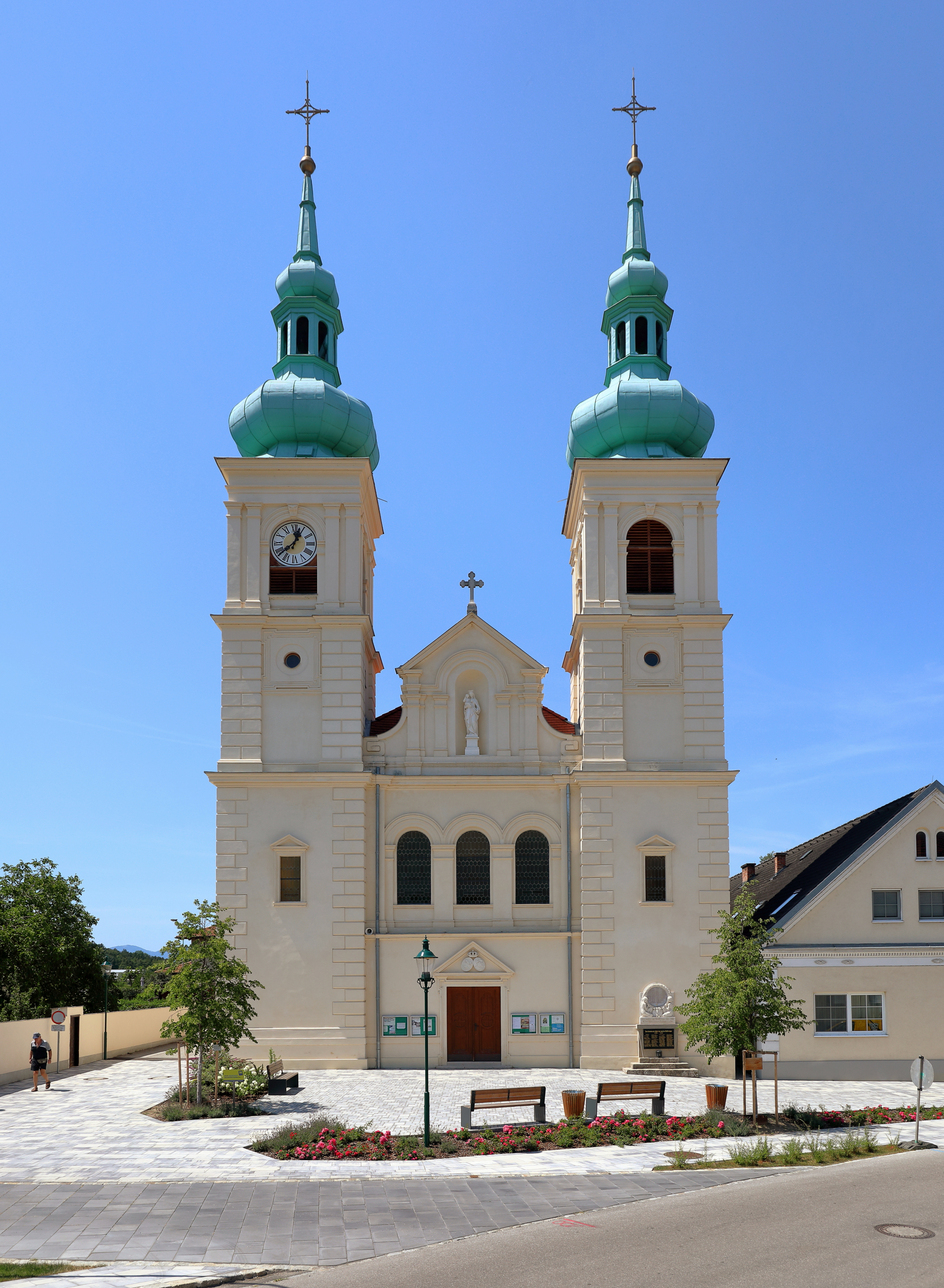
Католическая приходская церковь. 1865. Шварцау-Штайнфильд
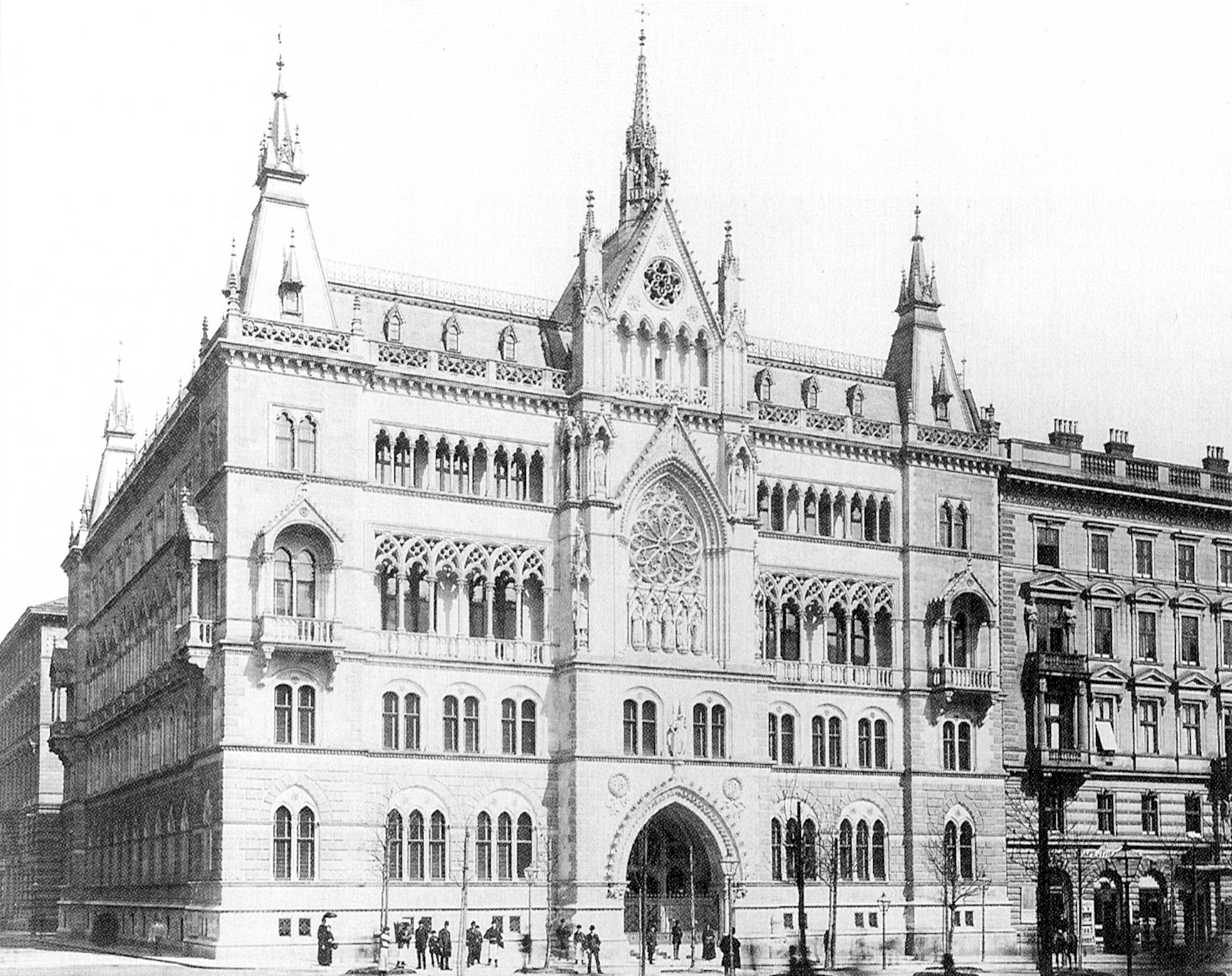
Здание приюта. 1882–1885. Вена. Снесено в 1951 г.
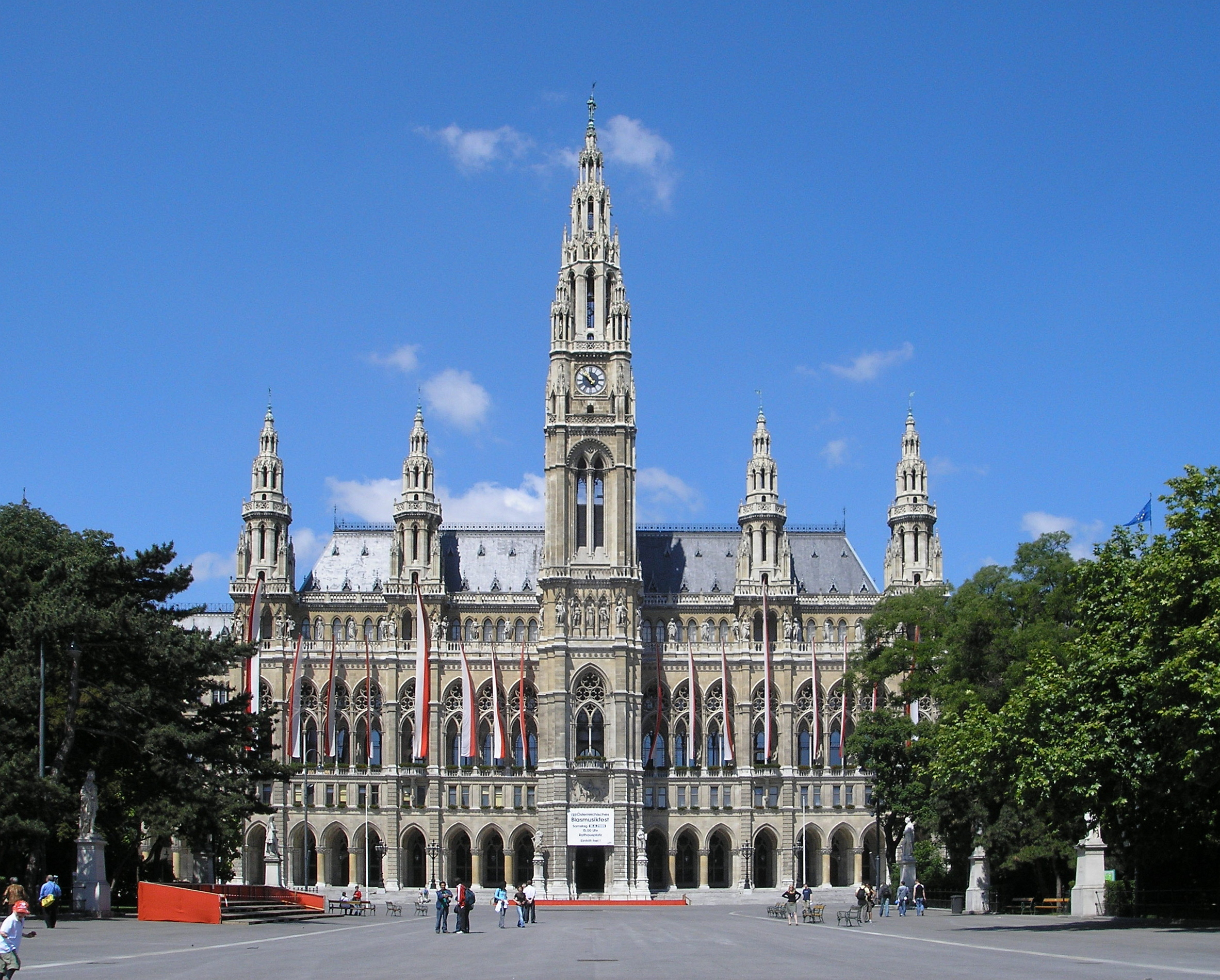
Венская ратуша. 1872—1883
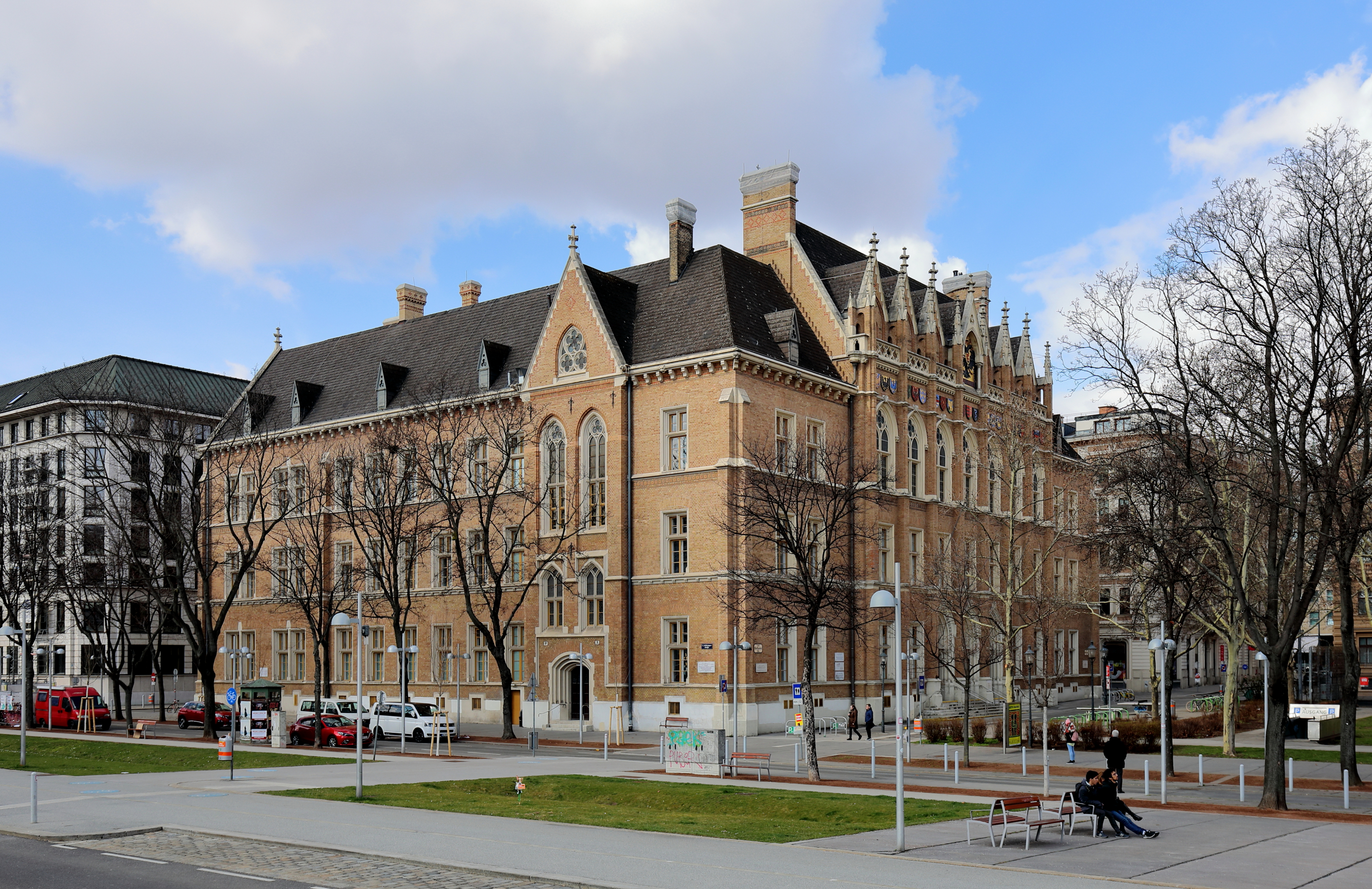
Академическая гимназия. 1863—1866. Вена
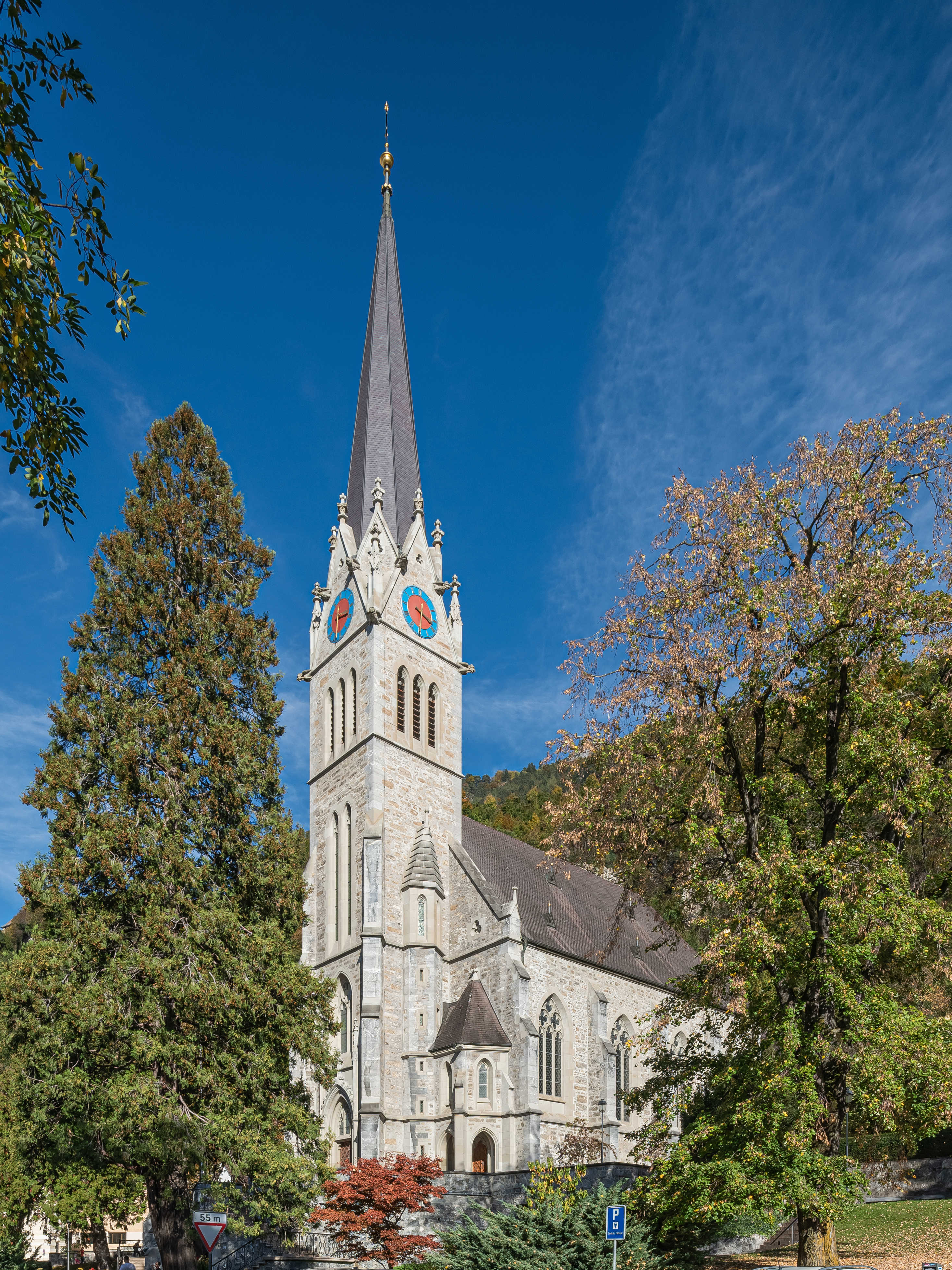
Кафедральный собор Святого Флорина. 1873. Вадуц, Лихтенштейн
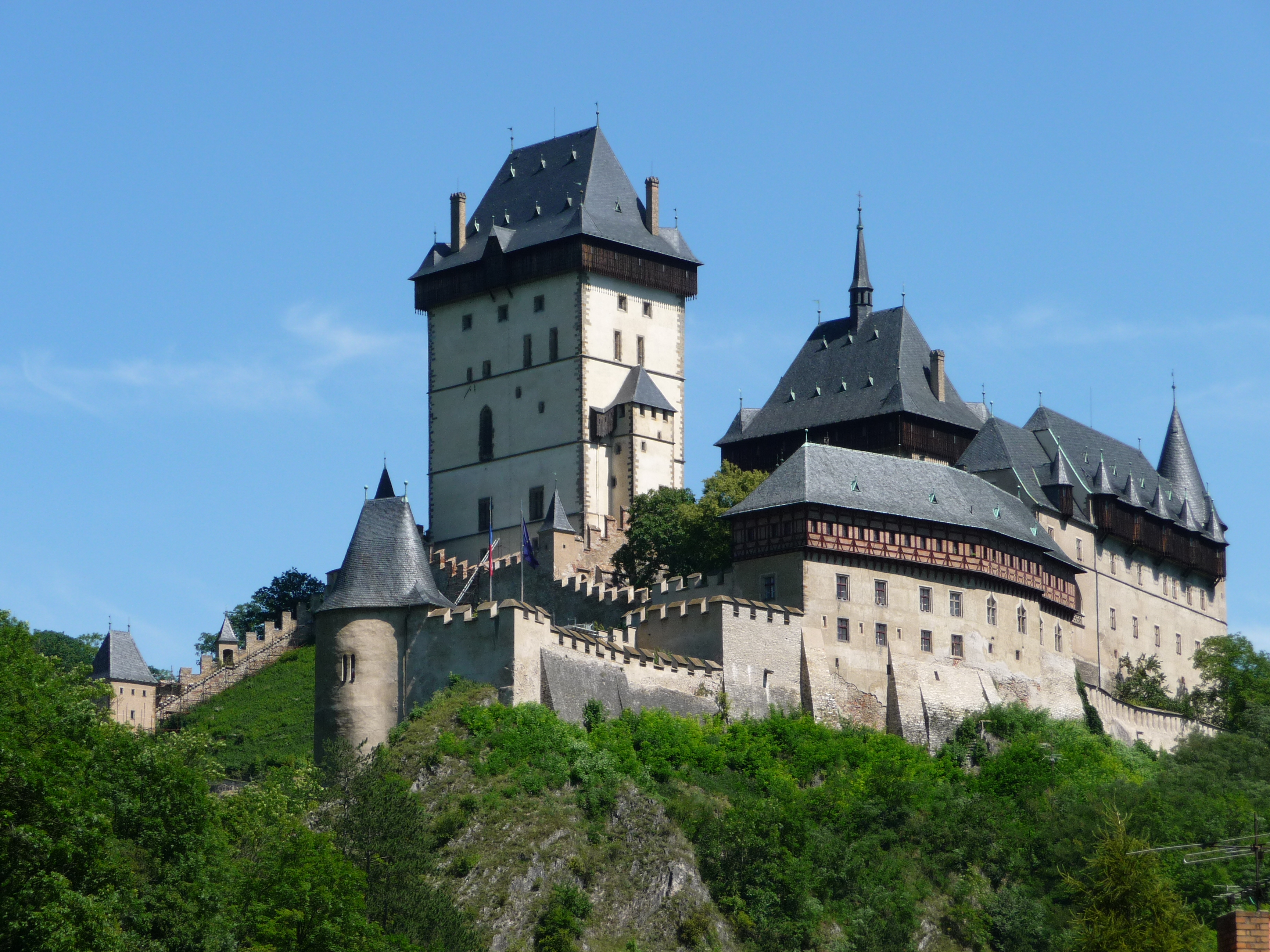
Замок Карлштайн (реставрация)

## Основные постройки
- 1847—1849: Дом Эрбен. Первый жилой дом в Кёльне в неоготическом стиле (в 1952 снесён)
- 1852: Военный памятник 1813-15 годам (Ветеранам Освободительной войны), Крефельд
- 1855—1858: Католическая церковь Св. Матильды в Кведлинбурге
- 1859: Католическая церковь Св. Маврикия в Хаттингене
- 1860—1877: Усыпальница Шварценбергов в Доманине, Тршебонь
- 1869—1863: Лазаристенкирхе, Вена
- 1863—1866: Академическая гимназия, Вена
- 1866—1882: Кафедральный собор св. Петра в Джяково, Хорватия
- 1867—1873: Церковь Св. Бригитты, Вена
- 1868—1875: Католическая церковь Марии-Победительницы, Вена
- 1872—1883: Венская ратуша
- 1873: Собор Святого Флорина, Вадуц
- 1875—1876: Церковь Сердца Христова, Вейлер, Форарльберг
- 1880: Дворцовая церковь, замок Вернигероде
- 1881—1883: Католическая церковь Богоматери, Дортмунд
- 1882—1885: Зюнхаус, Вена
- 1882—1891: реконструкция Кафедрального собора Св. Петра и Павла, Печ, Венгрия
- 1884—1888: Дворец Рункельштейн
- 1887—1891: замок Карлштейн, Чехия